# Рудолф III фон Хелфенщайн-Визенщайг
Рудолф III фон Хелфенщайн-Визенщайг (на немски: Rudolf III von Helfenstein-Wiesensteig; * 7 март 1585; † 20 септември/21 септември 1627) е граф на Хелфенщайн-Визенщайг (1607 – 1627) в Баден-Вюртемберг, господар на Хелфенщайн, Гомегниес, Мескирх, Вилденщайн, Визенщайг и Веленхайм. Той е императорски съветник и баварски пфлегер на Ландберг.
Той е син на граф Рудолф II фон Хелфенщайн-Визенщайг (1560 – 1601) и първата му съпруга Анна Мария фон Щауфен († 2 септември 1600), дъщеря на фрайхер Антон фон Щауфен († 1566) и графиня Ванделабра фон Хоенлое-Валденбург (1532 – 1570). Баща му се жени втори път 1601 г. за графиня Анна Констанция фон Фюрстенберг-Хайлигенберг, ландграфиня в Бар (1577 – 1659), дъщеря на граф Йоахим фон Фюрстенберг-Хайлигенберг (1538 – 1598) и графиня Анна фон Цимерн-Мескирх (1544 – 1602).
Рудолф III фон Хелфенщайн-Визенщайг умира на 21 септември 1627 г. на 42 години и господството Визенщайг изчезва. Понеже синовете му Хайнрих Фридрих и Юлиус умират рано, наследници на господството Визенщайг с по една трета са дъщерите му Мария Йохана († 20 август 1665), Изабела Елеонора († 22 март 1678) и Франциска Каролина († 31 декември 1641). Господството Визенщайг така отива на княжеската фамилия Фюрстенберг, на Ландграфство Лойхтенберг и на графовете на Йотинген-Балдерн. Последните господари продават частите си през 1642 г. на Курфюрство Бавария.
Понеже още през 1517 г. линията Хелфенщайн-Блаубойрен измира, през 1627 г. така измират графовете на Хелфенщайн по мъжка линия.

## Фамилия
Рудолф III фон Хелфенщайн-Визенщайг се жени на 22 август 1604 г. за графиня Елеонора фон Фюрстенберг (* 13 май 1578; † 12 април 1651), дъщеря на граф Йоахим фон Фюрстенберг-Хайлигенберг (1538 – 1598) и богатата графиня Анна фон Цимерн-Мескирх (1545 – 1602), дъщеря на граф Фробен Христоф фон Цимерн-Мескирх (1519 – 1566) и графиня Кунигунда фон Еберщайн (1528 – 1575). Те имат девет деца:
- Хайнрих Фридрих фон Хелфенщайн-Визенщайг (* 6 март 1605; † 12 декември 1626? в Рим?)
- Юлиус фон Хелфенщайн-Визенщайг
- Мария Йохана фон Хелфенщайн-Визенщайг (* 8 септември 1612, Визенщайг; † 20 август 1665, Бишвайлер), омъжена I. за ландграф Максимилиан Адам фон Лойхтенберг (* 17 октомври 1607; † 1/4 ноември 1646), II. на 28 октомври 1648 г. за пфалцграф Кристиан I при Рейн фон Биркенфелд-Бишвайлер, херцог на Бавария (* 3 септември 1598; † 6 септември 1654)
- Хайнрих фон Хелфенщайн-Визенщайг (* 1613; † 22 декември 1626? в Рим?)
- Изабела Елеонора фон Хелфенщайн-Визенщайг († 22 март 1678), омъжена 1629 г. за граф Мартин Франц фон Йотинген-Балдерн (* 28 август 1611; † 11 септември 1653)
- Мария Магдалена фон Хелфенщайн-Визенщайг
- Анна Катарина фон Хелфенщайн-Визенщайг
- Мария Виктория фон Хелфенщайн-Визенщайг
- Франциска Каролина фон Хелфенщайн-Визенщайг († 31 декември 1641), омъжена на 3 октомври 1636 г. за граф/княз Вратислаус II фон Фюрстенберг (* 1600; † 27 май 1642)